# ケンブリッジ・シアター

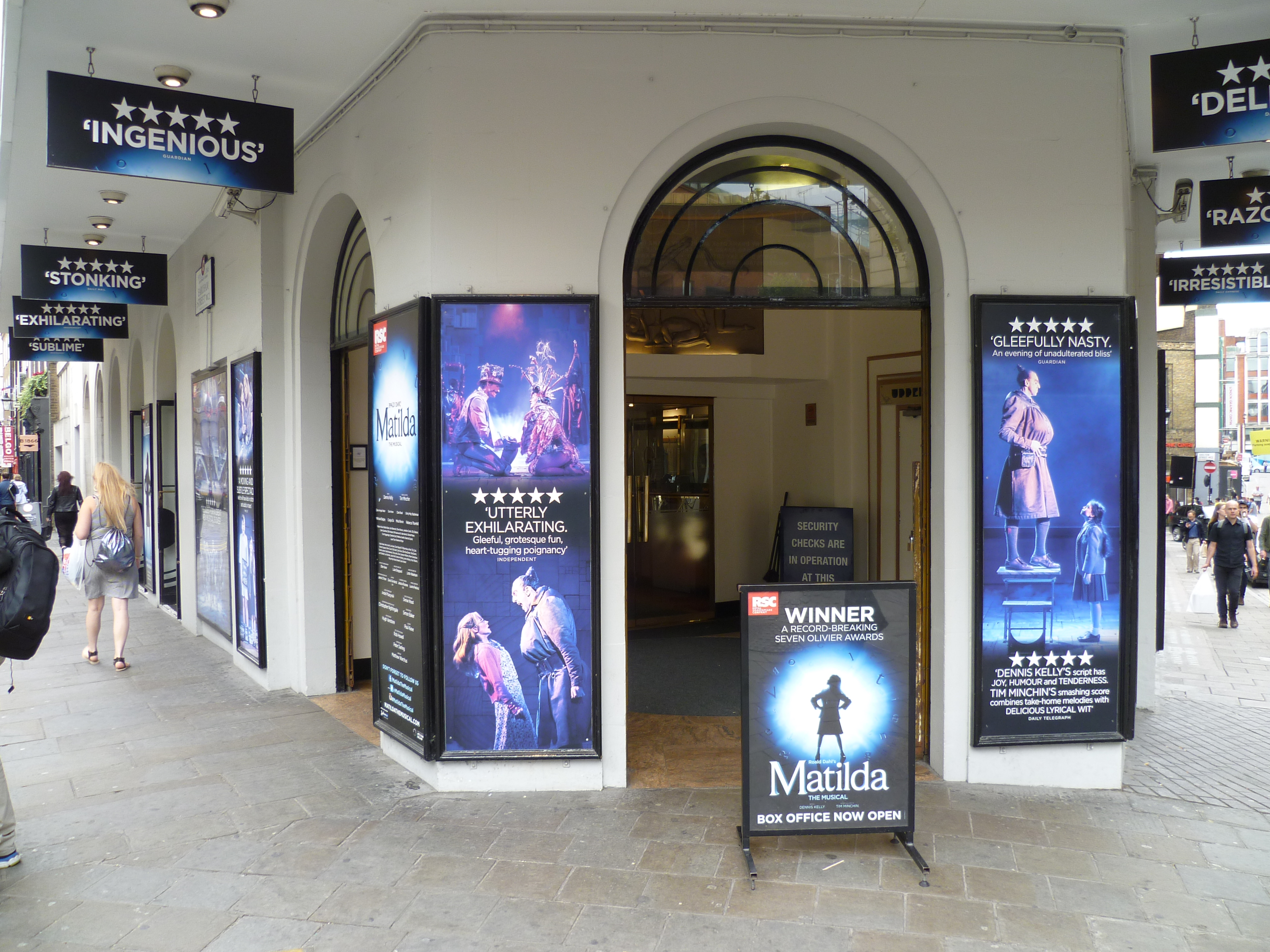
エントランス

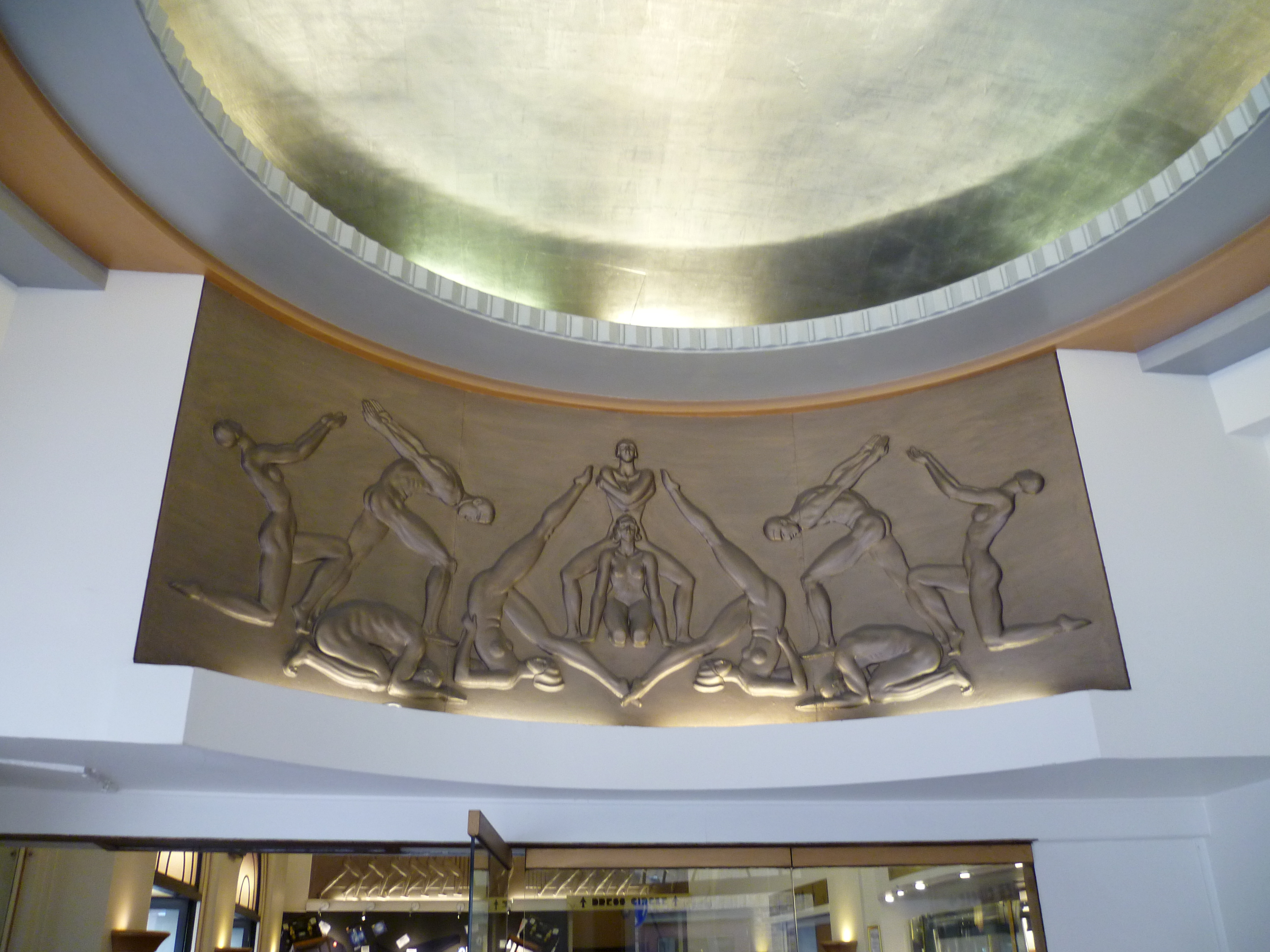
エントランス上部のフリーズ

ケンブリッジ・シアター（the Cambridge Theatre）は、ウェスト・エンド・シアターに属する劇場である。カムデン・ロンドン自治区のセブン・ダイアルズに面したアーラム通りの角地に所在する。1929年から1930年に、バーティ・マイヤーのため「変則的な三角の敷地」上に建設された。 

## 設計及び建築
設計は、ウィンペリス・シンプソン・アンド・ガスリーが担当した。内装の一部をアイヴァン・チャマイエフが手掛け、ブロンズのフリーズは彫刻家アンソニー・ギボンズ・グリンリングの手によるものである。建材には鉄とコンクリートを用いており、洗練された簡潔な線で構成されたデザインが目を引く。本劇場は、1950年に改装が施されている。当初の金と銀の装飾が赤へと塗り替えられ、燭台とシャンデリアが新たに備え付けられた。1987年、カール・トムズによって再度改装が行われ、当初の内装が復元された。円形のエントランスホワイエに設置されたグリンリングのブロンズのフリーズには運動をする裸体の人物像が描かれ、続くメインホワイエにも同様の踊る裸像を描写したパネルが掲げてある。部分的に人工の大理石を使用した壁の付柱には上向きに照明器具を取り付け、天井は多層構造で間接照明が用いられている。
イングリッシュ・ヘリテッジは次のように述べている。 
ケンブリッジ・シアターは、1920年代ドイツにおいて先駆けて発展したモダンな表現主義の建築様式を採用した初期の希少な実例である。そこにはミュージックホールの過剰なデザインや当時の映画に対する意識的な反応が見られる。劇場はより洗練された娯楽に相応しい新たな様式を志向し、それを間接照明、光沢のある鉄や明るい色合いによって彩られたシンプルな形状からなるドイツのモダンなフォルムに見出した。それが映画館の設計に取り入れられたのは1935年のことである。
本劇場は、1999年1月に2級指定建造物に指定された。 

## 歴史と主なプロダクション
1930年9月4日、アンドレ・シャルロの『Masquerade』でこけら落としが行われた。1972年ラリー・パーンズが本劇場に係る不動産賃借権を買い受け、1976年12月のジョン・カリーによる『The John Curry Theatre of Skating』といった多彩なショーを上演した。その後、ポール・グレッグ率いるアポロ・シアターズ・チェーンが本劇場を取得、「The Magic Catle」へと改称されラスベガス的なマジックショーを行うたが失敗に終わり、1987年の改装と併せて名前も元に戻された。現在では、アンドリュー・ロイド＝ウェバーが代表を務めるLWシアターズによって所有・運営されている。 
ケンブリッジ・シアターにおける公演は、上演期間が比較的短く設定され、休館期間を挟みながら行われるのが特徴である。 
本劇場はオープン時から映画上映用の設備を備えており、1930年代後半には映画の展示会の会場として用いられ、1969年に再度映画館として使用されている。1949年にはオードリー・ヘプバーンがコーラス役で出演したレビュー『ソース・タルタル』及びそれに続く『ソース・ピカンテ』が本劇場で上演された。演劇作品では、1960年2月にジョン・モーティマー初の戯曲『The Wrong Side of the Park』の初演が行われたほか、同年9月から上演が開始されたアルバート・フィニー主演『うそつきビリー』は大きな成功を収めた。メノッティのオペラ『領事』のほかジェイ・ポメロイ主催のロシア・バレエ公演にも本劇場が使用されている。 
注目すべきプロダクションとしては、1958年のピーター・コーク作ジョーン・シムズ出演『Breath of spring』、1963年のトミー・スティール出演『心を繋ぐ6ペンス』（678回）、1964年のブルース・フォーサイス出演『Little Me』（334回）、『The Black Mikado』（1975年-76年）のほか、1970年代後半のカンダー&エッブ作『シカゴ』が上演回数590回となっている。比較的最近のものでは、ロックンロールミュージカル『Return to the Forbidden Planet』（禁断の惑星への帰還）がある。シェイクスピアの『テンペスト』とその翻案映画『禁断の惑星』を下敷きにしており、1950年代及び60年代の曲が使用されている。1989年9月の開幕から1993年初頭まで上演され、本命の『ミスサイゴン』を破ってオリヴィエ賞の最優秀新作ミュージカル賞を受賞した。 
『ジェリー・スプリンガー・ジ・オペラ』は2003年10月14日から2005年2月19日まで上演され、物議を醸した。これに続き、奇術師ダレン・ブラウンの公演『Something Wicked This Way Comes』が1か月間にわたり行われた。同年7月7日にはフライング・ミュージックの『Dancing in the Streets』ロンドン初演が行われ、2006年4月22日に上演を終了した。その後、『シカゴ』がウェスト・エンド・シアターのアデルフィ・シアターから1970年代にロンドン初演を行った本劇場へと場所を移して上演10年目を迎えたが、2011年8月27日でシカゴの上演は終了し、それより後の公演はすべてキャンセルされた。『マチルダ』は、2011年10月18日から本劇場で上演を開始したが、公式の初演日は2011年11月22日とされている。2017年4月をもって、マチルダは上演期間が本劇場史上最長のプロダクションとなった。 

### 過去のプロダクション
- 『グリース』（1996年10月24日-1999年9月11日）：ジム・ジェイコブズ及びウォーレン・ケイシー作。シェーン・リッチー（英語版）とベン・リチャーズ（英語版）が何度か主演している。
- 『火の玉ロック』（1999年10月6日-同年12月18日）
- 『ビューティフル・ゲーム（英語版）』（2000年9月26日-2001年9月1日）：アンドリュー・ロイド＝ウェバー及びベン・エルトン（英語版）作
- 『フェーム（英語版）』（2001年9月20日-2002年8月31日）
- 『アワ・ハウス（英語版）』（2002年10月28日-2003年8月16日）：マッドネス及びティム・ファース作
- 『ジェリー・スプリンガー・ジ・オペラ（英語版）』（2003年10月14日-2005年2月19日）：デヴィッド・ソウル主演
- 『Something Wicked this Way Comes』（何かが道をやってくる）（2005年6月2日-同年7月2日）：アンディ・ナイマン及びダレン・ブラウンのショー
- 『Dancing in the Streets』（2005年7月19日-2006年4月22日）
- 『シカゴ』（2006年4月27日-2011年8月27日）
- 『マチルダ』（2011年11月24日–）